# Кармановська ТЕС
56°14′55″ пн. ш. 54°35′18″ сх. д. / 56.24861° пн. ш. 54.58833° сх. д.
Кармановська ТЕС — теплова електростанція у Башкортостані.
В 1968, 1969, 1970, 1971, 1972 та 1973 роках на станції стали до ладу шість однотипних блоків потужністю по 303 МВт. У кожному з них працював котел Подольського котельного заводу типу Пп-950-255ГМ продуктивністю 950 тон пари на годину, турбіна Ленінградського металічного заводу типу К-300-240 та генератор від заводу Електросила.
З плином часу почалась модернізація станційного обладнання. Спершу збільшили до 303 МВт потужність блоків №1 та №3, а в 2012-му показник блоку №6 довели до 325 МВт. В 2022-му більш масштабна модернізація блоку №3 збільшила його потужність до 316 МВт.
Первісно ТЕС використовувала мазут з високим вмістом сірки, а з 1983-го була переведена на природний газ, що надходить по трубопроводу Бірськ – Карманово.
Для видалення продуктів згоряння призначені три труби заввишки 180, 250 та 270 метрів.
Вода для охолодження надходить з Кармановського водосховища на річці Буй.
Видача продукції відбувається по ЛЕП, що працюють під напругою 500 кВ та 110 кВ.